# المصنعة (السدة)

تعديل مصدري - تعديل

المصنعة هي إحدى قرى عزلة الزعلاء بمديرية السدة التابعة لمحافظة إب،تقع في مديرية السدة، عزلة الزعلاء، ويحدها من الناحية الشمالية الشرقية قرية دار سعيد، ومن الناحية الجنوبية مجرى سيل (البتري) وقرية مدار واشماح من مخلاف العود، بلغ تعداد سكانها 529 نسمة حسب تعداد اليمن لعام 2004.